# اکوجت (شرکت هواپیمایی)
اکوجت (به انگلیسی: EcoJet (airline)) یک شرکت هواپیمایی بولیویایی با کد یاتا 8J است که در تاریخ ۲۰۱۳ میلادی تأسیس شده است.
قطب این شرکت هواپیمایی در فرودگاه بین‌المللی خورخه ویلسترمان قرار دارد و به ۹ مقصد، پرواز مستقیم انجام می‌دهد.

## مقصدهای پروازی
|  | قطب              |
|  | مسیرهای آینده    |
|  | مسیرهای متوقف‌شده |